# Harald Czudaj
Harald Czudaj (Wermsdorf, RDA, 14 de febrero de 1963) es un deportista alemán que compitió para la RDA en bobsleigh en las modalidades doble y cuádruple.
Participó en tres Juegos Olímpicos de Invierno, obteniendo una medalla de oro en Lillehammer 1994, en la prueba cuádruple (junto con Karsten Brannasch, Olaf Hampel y Alexander Szelig), el sexto lugar en Albertville 1992 y el octavo en Nagano 1998, en la misma prueba.
Ganó cuatro medallas en el Campeonato Mundial de Bobsleigh entre los años 1990 y 1995, y cinco medallas en el Campeonato Europeo de Bobsleigh entre los años 1989 y 1999.

## Palmarés internacional
| Representando a la RDA   |                       |                   |           |
| Campeonato Mundial       |                       |                   |           |
| Año                      | Lugar                 | Medalla           | Prueba    |
| 1990                     | Sankt Moritz (Suiza)  | Medalla de plata  | Doble     |
| 1990                     | Sankt Moritz (Suiza)  | Medalla de plata  | Cuádruple |
| Campeonato Europeo       |                       |                   |           |
| Año                      | Lugar                 | Medalla           | Prueba    |
| 1989                     | Winterberg (RFA)      | Medalla de plata  | Cuádruple |
| Representando a Alemania |                       |                   |           |
| Juegos Olímpicos         |                       |                   |           |
| Año                      | Lugar                 | Medalla           | Prueba    |
| 1994                     | Lillehammer (Noruega) | Medalla de oro    | Cuádruple |
| Campeonato Mundial       |                       |                   |           |
| Año                      | Lugar                 | Medalla           | Prueba    |
| 1991                     | Altenberg (Alemania)  | Medalla de bronce | Cuádruple |
| 1995                     | Winterberg (Alemania) | Medalla de bronce | Cuádruple |
| Campeonato Europeo       |                       |                   |           |
| Año                      | Lugar                 | Medalla           | Prueba    |
| 1992                     | Königssee (Alemania)  | Medalla de oro    | Cuádruple |
| 1995                     | Altenberg (Alemania)  | Medalla de bronce | Cuádruple |
| 1998                     | Igls (Austria)        | Medalla de oro    | Cuádruple |
| 1999                     | Winterberg (Alemania) | Medalla de bronce | Cuádruple |